# Сати (ритуал)
Са́ти (санскр. सती) — похоронная ритуальная традиция в индуизме, в соответствии с которой вдова подлежит сожжению вместе со своим покойным супругом на специально погребальном костре. На данный момент это явление редкое и запрещённое.
Слово сати — прилагательное женского рода на санскрите, означающее «настоящая», «существующая», а также «правдивая», «честная». Название произошло от имени богини Сати, известной также под именем Дакшаяни, которая принесла себя в жертву, будучи не в силах снести унижения, которым её отец Дакша подверг избранного ею бога Шиву.

## История
Традиция сати имеет параллели с аналогичными ритуалами в других известных культурах, и была характерна для некоторых индоевропейских народов. Например, на похоронной церемонии в виде кремации в корабле или лодке, практиковавшейся на Руси и описанной Ибн Фадланом, вместе с телом хозяина сжигалась его рабыня.
В эддической поэме «Речи Высокого» бог Один говорит: «Хвали жён на костре». Сходные погребальные обряды существовали и у скифов, у которых самоубийство или убийство вдовы не всегда предполагало парное захоронение: важен был сам факт её смерти, то есть переселения в другой мир вслед за мужем, чтобы и там она была вместе с ним. Имеются сведения о существовании подобной практики на территории Индии до образования государства Гуптов (примерно в 400 году н. э.). Пару упомянутых в Махабхарате случаев, когда женщины добровольно приносили себя в жертву, и ряд других подобных документов можно рассматривать как частично исторические источники, однако известно, что большая часть этих историй основана на реальных событиях.
Греческий историк Аристобул Кассандрейский, путешествовавший с Александром Македонским, описал наблюдавшийся им случай сати в городе Таксиле. Более поздний пример добровольного совместного сожжения относится к индийскому солдату армии Эвмена из Кардии, чьи две жены боролись за право умереть рядом с ним на погребальном костре (316 год до н. э.). По мнению греков, заведение таких порядков лишит жён потенциальной мотивации отравить своих супругов.
Добровольная смерть на похоронах описана в Северной Индии до периода государства Гуптов. Эта практика носила название «анумарама». В отличие от сати, самопожертвования были действительно добровольными, без элемента принудительности, и могли распространяться не только на вдов, но и на других родственников, слуг, идейных последователей или друзей обоего пола, тех, кто желал таким образом выразить свою преданность усопшему. Иногда эти смерти были следствием клятвы верности, данной ещё при жизни покойного.
Современные исследователи считают, что практика самосожжения вдов получила распространение примерно в 500 году н. э., под конец существования Империи Гуптов. Некоторые связывают это с упадком буддизма в Индии, расслоением общества на касты и с тем, что сати могли использовать как метод подчинения в касте. Имеются предположения, что традиция сати была принесена вторгшимися в Индию белыми гуннами буддийского вероисповедания, повлиявшими на распад Империи Гуптов.
Примерно в то же время истории о сати стали выбивать на мемориальных камнях. Наиболее ранние из них — в Сагаре, Мадхья-Прадеше, хотя основное количество появилось в Раджастхане несколько столетий спустя. Эти мемориальные камни, называемые девли или камни сати, стали местом поклонения умершей женщине. Такие камни часто встречаются в Западной Индии.
По нынешним сведениям, сати распространились по всему субконтиненту примерно к X веку. Традицию продолжали соблюдать вплоть до начала XIX века в разных районах с большей или меньшей регулярностью.

## Описание ритуала
В своей основе акт самосожжения — сати — дело сугубо добровольное. В некоторых общинах считалось естественным, что вдова должна его совершить, и все, соответственно, ожидали от неё этого. Достоверно неизвестно, насколько это было добровольно и какова была степень давления со стороны общины. Часто высказывалось мнение, что у вдовы будущее было слишком бесперспективным, особенно если она была бездетной. Тем не менее, были также и случаи, когда желание вдовы совершить акт сати не приветствовалось, и члены общины пытались воспрепятствовать её самоубийству.
Традиционно погребение должно было осуществляться в течение одного дня после смерти. Таким образом, решение «последовать за мужем» часто приходилось принимать в самый короткий срок. В некоторых случаях, особенно когда муж умер где-то на стороне, вдове предоставлялась та или иная отсрочка.
Узам брака между вдовой и усопшим супругом придавалось большое значение. В отличие от плакальщиц, вдовы-сати одевались на похоронах в свадебные одежды или другие праздничные наряды. Такая смерть рассматривалась как кульминационное завершение брака. В соответствии с регламентацией джаухар, как муж, так и жена должны надеть свадебные одежды и таким образом как бы воспроизвести свой свадебный обряд.
Есть сведения о самых различных формах совершения сати. В большинстве случаев вдова сидела или лежала на погребальном костре около тела мёртвого мужа. Есть также многочисленные описания, когда вдова входила или прыгала в огонь уже после того, как костёр разгорался. Описываются также случаи, когда вдова сама поджигала костёр, сидя внутри.
Существуют документально оформленные правила проведения ритуала сати.

### Принуждение
Предполагалось, что сати должно совершаться добровольно, однако часто на практике это выглядело не совсем так. Не говоря уже о факторе социального давления, во многих случаях вдову склоняли к смерти путём непосредственного применения физической силы.
Сохранившиеся рисунки и описания часто изображают сидящую на сложенном погребальном костре женщину, когда она связана или каким-то другим способом ограничена в движениях, чтобы не сбежала, когда костёр будет зажжён. На одном из них люди стоят вокруг костра с длинными шестами, чтобы не дать вдове выбраться из пламени.
Бывало, что если женщина выбрасывалась из огня, брахман ударял её по голове дубиной, а потом её тело заталкивали длинными бамбуковыми шестами обратно в костер.

### Королевские похороны
Королевские похороны иногда сопровождались многочисленными жертвами жён и наложниц. В истории Раджастхана имеется масса таких примеров.
Махарани Рай Раджешвари Деви из Непала стала регентом в 1799 году от имени своего сына после отречения её мужа. Её муж вернулся к власти в 1804 году. В 1806 году он был убит собственным братом и десятью днями позже, 5 мая 1806 года, её принудили совершить сати.

### Символическоесати
В истории индийских общин практиковались также и символические сати. Согласно ритуалу, вдова лежит рядом с телом своего мужа, при этом проводятся определённые части церемоний брака и похорон, но без последующей реальной смерти.

### Джаухар
Практикование джаухара, известное в Раджастхане и Мадхья-Прадеше, представляло собой коллективное самоубийство в общине, которое совершалось женщинами (а иногда также детьми, стариками и больными), в то время как их сражающиеся мужчины погибали в бою.

### Похороны
В некоторых индийских общинах полагалось хоронить покойных. Известны случаи, когда вдову хоронили живьём вместе со своим усопшим супругом.

## Распространённость
Документы свидетельствуют о распространённости сати почти по всему субконтиненту. Однако это имело существенные отличия в различных регионах и разных общинах.

### Количественные характеристики
Точные данные о количестве сати по всей стране отсутствуют. Есть некоторые местные сводки Бенгальского руководства Британской Ост-Индской компании. Общее количество известных случаев в период с 1813 по 1828 годы составляет 8135, что можно считать средним арифметическим примерно за 600 лет. Бентинк в своих сводках в 1829 году сообщает о 420 случаях сати в «Нижних Провинциях» Бенгалии — Бихаре и Ориссе, и 44 случаях в «Верхних Провинциях» (верхняя равнина Ганга). При общем населении более 50 млн максимальное количество самопожертвований среди вдов составляет менее 1 %.

### Общины
Согласно официальным сводкам, практика сати более распространена среди высших каст и среди тех, кто претендует на повышение социального статуса. При этом, сати мало известно среди большинства населения Индии и родовых групп. Согласно по крайней мере одному источнику, это было чрезвычайно редко в поздний период Империи Великих Моголов, исключением являлись королевские жёны, которые подвергались сожжению.
Тем не менее, сати не было типичным для женщин высших каст юга (данные из Камата).

### Региональные различия
Известны данные по штату Раджастхан с раннего периода (VI век) по нынешнее время. Примерно половина известных в Индии камней сати приходится на Раджастхан. Тем не менее, масштабность случаев культовых смертей невелика.
Имеются документальные сведения о сати, совершавшихся на юге, начиная с IX века, во времена империи Виджаянгара, составленные министром судопроизводства Мадхавачария — наиболее известной исторической личностью того периода. Практикование сати продолжалось после распада империи, хотя в значительно меньших масштабах. Существует документ королевского министра из Майсура, давшего в 1805 году разрешение вдове совершить акт сати.
В верхней равнине Ганга происходили случаи сати, но нет данных об их широком распространении. Наиболее ранняя из известных попыток со стороны правительства прекратить сати была сделана Мухаммедом Туглаком в XIV веке в султанате Дели.
В нижней равнине Ганга практика сати достигла высокого уровня в недавней истории. На основании существующих документов, можно сказать, что наибольшее количество актов сати приходится на Бенгалию и Бихар в конце XVIII века и начале XIX века. Частота случаев увеличилась в период голода и лишений. Рам Мохан Рой утверждал, что случаи сати преобладали в Бенгалии по сравнению с другими регионами субконтинента. Это подтверждается наибольшим количеством сохранившихся документов.
В современной истории практика сати повсеместно продолжалась в штате Раджастхан, преимущественно в районе Шехавати и несколькими случаями в равнине Ганга.

### Современные случаи
Сати до сих пор иногда имеет место, преимущественно в сельской местности. С 1947 года в Индии зафиксировано около 40 случаев, большинство которых приходится на район Шехавати штата Раджастхан.
Имеется хорошо задокументированный случай сати, имевший место в раджастханском селе Деорала (округ Сикар) в 1987 году с бездетной 18-летней вдовой Руп Канвар, вышедшей замуж за 24-летнего дипломированного бакалавра Мала Сингха в январе того же года. Во время кремации мужа 14 сентября она бросилась в погребальный костёр. Расследование, проведённое феминистскими организациями Раджастхана, показало, что родственники мужа помогали Канвар подготовиться к сати (например, шурин Канвар поджёг погребальный костёр мужа), о чём было известно даже полиции. По следам этого дела в течение 1987—1988 годов были приняты дополнительные законодательные акты против сати, сначала — правительством штата Раджастхан, а затем — и федеральным правительством Индии. Акт «О предотвращении сати», принятый индийским парламентом, предусматривает наказание за прославление вдов, участвующих в сати (в СМИ), сбор денег для родственников вдовы и т. п., и ужесточает наказание за участие в сати и недонесение. Всего по этому делу было привлечено к ответственности около 40 человек, в том числе родственники мужа Руп Канвар, и врач, обвинённый в том, что напоил Канвар перед совершением сати молоком с опиумом. Однако через несколько месяцев их отпустили, а по итогам следствия, длившегося девять лет, они были оправданы за недоказанностью причастности к организации убийства Канвар, а спустя ещё семь лет их оправдали и за недоказанности в прославлении самосожжения Канвар. На данный момент на месте совершения Канвар сати воздвигнут импровизированный памятник-святилище, местные жители почитают её в качестве божества.
18 мая 2006 года Видявати, 35-летняя вдова, по утверждениям, совершила сати, прыгнув в погребальный костёр своего мужа, в деревне Рари Буджург района Фатехпур штата Уттар-Прадеш. 21 августа 2006 года Йанакари, 40-летняя женщина, сгорела на погребальном костре своего мужа Прем Нарайана в районе Сагар.

## Поддержка и критика

### Брахманы
Брахманы во втором тысячелетии в поддержку практики привели ссылку на письмена. Одно из них: Вийнанесвара — из династии Чалукии (Chalukya dynasty). Другое: Мадхавачария — теолог и министр судопроизводства империи Виджаянгара. Они восхваляли сати как долг честной женщины и квалифицировали это не как самоубийство (которое запрещено и осуждается в письменах), а как акт священного почтения, который, по их утверждениям, должен очистить супружескую пару от накопившегося греха, гарантировать им спасение и обеспечить воссоединение.

### Свод законов
Имеется оправдание практики сати в относительно поздних работах, относящихся к первому тысячелетию. Одна из них — Вишну-Смрити:
«И теперь долг женщины… после смерти её мужа для сохранения её непорочности и последовать за ним…» (Vishnu Smriti, 25-14).
Помимо «Вишну-смрити» (20.39, 25.14), обряд сати предписывается в «Парашара-смрити» (IV.32-33), «Дакша-смрити» (IV. 19-20), и, как утверждает Р. Айянгар, ссылаясь на Апарарку, его рекомендуют такие поздние смрити, как «Ангирас», «Вьяса» и «Харита». Вишну-смрити. Памятники письменности Востока. Н. А. Корнеева стр.60. www.indostan.ru. Дата обращения: 12 января 2019. Есть также оправдание сати в поздних работах Брихаспати-Смрити(25-11).
Документ Ману-смрити (Manu Smriti) часто рассматривается как кульминационная в классическом индийском законе, и таким образом она является довольно важной. В ней нет упоминаний или одобрения сати, хотя она предписывает вдовам пожизненный аскетизм. Им запрещено повторное замужество, они не имеют прав на наследство покойного мужа, не могут носить украшения, посещать храм, выходить на улицу, обедать за одним столом с семьей. Считалось, что вдова приносит несчастье всем, кто общается с ней и живёт с ней под одним кровом.

### Писания
Хотя, согласно мифу, богиня Сати умерла в огне по своей воле, он не является примером ритуала сати. Богиня не была вдовой — и таким образом миф сам по себе не является первоосновой традиции.
В Пуранах приводятся примеры женщин, совершающих сати, которые преподносятся как желательные и достойные хвалы: «Женщина, которая умирает в компании со своим мужем, будет пребывать на небесах столько лет, сколько волос на её голове.» (Гаруда Пурана 1.107.29). Согласно 2.4.93, она остаётся со своим мужем на небесах в течение правления 14 Индр, то есть в течение Кальпы (в общем, достаточно долго). И Бхагавата-пурана 1.13.57.
Стоит заметить, что в Рамаяне, Тара (Tara) желала совершить сати в знак величайшей скорби по своему умершему мужу Вали. Хануман, Рама и умирающий Вали отговорили её от этого, и в конечном счёте она не стала приносить себя в жертву.
В истории Мадри (Madri) из книги Махабхарата вторая жена Панду совершила самопожертвование по идейным соображениям. Она считала себя виновной в смерти мужа, который, согласно некоему заклятию, был обречён на смерть в случае вступления в интимную связь. Он умер именно во время совершения запрещённого ему акта с Мадри, которая после обвинила себя в том, что не устояла против его домогательств, хотя и была в курсе этого заклятья.
Некоторые разделы Атхарваведы, включая 13.3.1, предлагают жене усопшего продолжать свою жизнь в статусе вдовы, соблюдая необходимых траур, и допускают последующее вступление в новый брак.

#### Ригведа
Часто утверждают, что в этом наиболее древнем тексте предписывается совершение сати. В основу берётся стих 10.18.7, часть которого предназначена для похорон. Предписывается здесь сати или нет — это под вопросом. Гимн посвящён похоронам, а не кремации. Имеются различные переводы оригинала:
इमा नारीरविधवाः सुपत्नीराञ्जनेन सर्पिषा संविशन्तु |
अनश्रवो.अनमीवाः सुरत्ना आ रोहन्तु जनयोयोनिमग्रे || (RV 10.18.7)
«Эти жены, не вдовые, счастливые в браке,
Пусть натрутся маслом как притиранием!
Без слез, без болезней, в красивых драгоценностях
Пусть взойдут сначала женщины на (супружеское) ложе!»
В этом тексте не упоминается вдовство; другие переводы отличаются своей интерпретацией слова, относящегося к погребальному костру. Следующий стих даёт вдовам однозначные руководства, которые противоречат любым требованиям её смерти, и ясно указывает, что вдова должна вернуться в свой дом.
उदीर्ष्व नार्यभि जीवलोकं गतासुमेतमुप शेष एहि |
हस्तग्राभस्य दिधिषोस्तवेदं पत्युर्जनित्वमभि सम्बभूथ || (RV 10.18.8)
«Восстань, о женщина, к миру живых!
Ты лежишь рядом с этим бездыханным, иди сюда!
Ты вступила в этот брак с мужем,
Взявшим (тебя) за руку (и) жаждущим тебя.»
Причина такого разночтения в том, что согласный звук в слове, означающем дом, был преднамеренно заменён на другой, в результате получилось слово, означающее костёр.

### Контраргументы в самом индуизме
В религиях буддизма и джайнизмa нет никаких упоминаний о сати, приходящиеся на ранние периоды времён Империи Гупт, так как сати в то время было малоизвестно.
Имеется однозначная критика сати в первом тысячелетии. Примером является Медхатитхи, комментатор различных теологических источников. Он квалифицировал сати как самоубийство, которое запрещено Ведами: «Нельзя умирать до того, как это предначертано вращением жизненного круга».
Другой критик — Бана — писал в период царствования Харши (Harsha). Бана осудил сати как самоубийство и бессмысленное действие.
Движения реформисты и бхакти имели противокастовую тенденцию в пользу равноправия в обществе и соответственно осуждали сати. Алвар осудил сати в VIII веке. Последователи движения Вирашайвизма (Лингаятизма) также осудили сати в XII и XIII веках.
В «Маханирвана-тантре» (10.79-80) также говорится, что «Не следует сжигать жену вместе с её умершим мужем» и что «та женщина, которая по невежеству восходит на погребальный костер своего мужа, отправляется в ад (нараку)».

### Неиндусский взгляд и критика
Религия сикхов категорически осуждает практику сати примерно с 1500 года.
Большинство иностранцев, побывавших на субконтиненте в средние века, было из Западной Азии: в основном — мусульмане, а позже — европейцы. И те, и другие были очарованы этим обрядом, иногда описывая его как ужасный, но очень часто также как ни с чем несравнимое выражение преданности. Арабский путешественник Ибн Баттута описал один такой ритуал, но признался, что ему стало дурно и его унесли оттуда. Европейские художники XVIII столетия создали множество изображений, на которых вдовы представали высокоморальными, достойными подражания героическими женщинами.
Когда субконтинент оказался под властью мусульман, те стали рассматривать сати как варварское явление. Начиная с Мухаммада Туглака, мусульманские правители предпринимали усилия по прекращению ритуала сати.
Когда европейцы захватили власть, их отношение к местным традициям также изменилось в негативном направлении. Первыми европейцами были португальцы в период Гоа. Распространяя христианство на захваченных территориях, они пытались побороть различные местные пережитки, включая сати. Британцы поначалу занимались на субконтиненте исключительно торговлей и относились к подобным традициям с безразличием. Позже миссионеры, как например Уильям Уилберфорс (William Wilberforce) — 1793 год, развернули кампанию против сати. Несмотря на запреты, сати, как и секта Туги, продолжали своё существование, что давало британцам дополнительное моральное оправдание их колониальной политике в Индии. Отношение британцев в период поздней истории Индии, выражено в часто повторяемой цитате, обычно приписываемой генералу Нэпиеру (Charles James Napier):
«Вы говорите, что сжигать вдов — ваша традиция. Прекрасно. У нас тоже есть традиция: когда мужчины сжигают женщину живьём, мы берём верёвку, делаем петлю и накидываем её им на шею. Возводите свои погребальные костры — а рядом наши плотники возведут для вас виселицы. Вы можете следовать своим традициям — а мы будем следовать своим.»
Английский профессор Колумбийского университета миссис Гайати Спивак (Gayatri Spivak) в своей статье (1988) ставит вопрос, является ли сати формой самовыражения для женщин, которые не могут выразить свою независимость другим образом.

### Аргумент, что сати явился действием самозащиты
Некоторые индийские учёные, такие, как Прабхат Варун, старались доказать, что сати совсем не был частью индийской доктрины, а был просто проявлением стремления индийских женщин к добровольному самопожертвованию, чтобы избежать унижений и позора, связанных с насилием и домогательствами в период исламского правления в Индии.

## Запрет

### Период Империи Великих Моголов
Великий Могол Хумаюн (1508—1556) издал королевский указ против сати, который позже отменил.
Акбар I Великий ввёл закон о необходимости получения разрешения от своих уполномоченных, которые были проинструктированы оттягивать его насколько возможно. Причина в том, что желание умереть возникает импульсивно, а позже эмоции спадают и многое утрясается. В период царствования Шах-Джахана вдовам, имеющим детей, самосожжение запрещалось при любых обстоятельствах. Бывало также, губернатор оттягивал согласие — в этом случае требовалось дать взятку. Позже, в период Великих Моголов, для потенциальных сати предусматривались пенсии, премии, социальная помощь, чтобы отвадить её от совершения самоубийства. Детям это вообще строжайше запрещалось. Великие Моголы продолжали и в более позднее время создавать различные законы, препятствующие ритуальным самоубийствам, но вне столичных городов — на периферии — совершение сати продолжалось.
Наиболее решительная попытка была сделана Аурангзебом. В 1663 году он издал приказ, распространявшийся на все земли Империи Великих Моголов, согласно которому все наместники должны запрещать женщинам совершать самосожжения. Тем не менее, несмотря на запрет, практика продолжалась, особенно в период войн и потрясений.

### Британское и европейское правления
К концу XVIII века сати было запрещено на территориях, находившихся под властью европейских держав. Португальцы запретили сати в Гоа примерно в 1515 году, хотя это место не самого большого его распространения. Голландцы и французы также запретили его в Хугли-Чучуре и Пондишери. Британцы, правившие на большей части субконтинента, и датчане, имевшие небольшую территорию Шрирампур, запретили его в XIX веке.
Попытки запретить или ограничить практикование сати делались отдельными британскими офицерами в XVIII веке. Первый формальный закон о запрете был издан британцами в 1798 году лишь в городе Калькутта. В окрестных районах практикование сати продолжалось. К концу XVIII века кампанию против сати развернула евангелическая церковь в Британии и её последователи в Индии.
Примерно с 1812 года бенгальский реформист Рам Мохан Рой начал свою собственную кампанию против сати, будучи впечатлён тем, как его сводная сестра совершила акт сати. Среди его мероприятий были посещения кремаций в Калькутте с целью уговорить вдов отказаться от самоуничтожения, формирование групп, занимавшихся убеждениями, а также написание и распространение статей, говорящих, что традиции не базируются на священных писаниях.
4 декабря 1829 года практикование сати было формально запрещено бенгальскими властями и губернатором лордом Уильямом Бентинком. Запрет был оспорен в судах, и дело было передано верховному консулу в Лондоне, но рассмотрение откладывалось до 1832 года. Вскоре сати запретили и в других областях. Хотя первоначальный запрет в Бенгалии был категоричным, позже, в том же столетии, британцы внесли смягчающие поправки, допускающие случаи, при которых «личности должно быть не менее 18 лет, и она должна идти на смерть или подвергаться опасности умереть исключительно по собственному желанию».
Последним штатом, издавшим закон против сати, был Джайпур.

### Современная история
В современной Индии после серии скандалов, связанных с рядом случаев сати, были приняты жёсткие меры, ставящие вне закона всех присутствующих при этом ритуале. Закон теперь не делает никаких различий между пассивными наблюдателями и подстрекателями — все они признаются одинаково виновными. Другие меры включают усилия по уничтожению ореола самопожертвования женщин. К восхвалению самопожертвования относят сооружение соответствующих надгробий, организацию паломничества к местам погребальных костров и получение любых сопутствующих доходов.